# 23490 Monikohl
23490 Monikohl este un asteroid din centura principală, descoperit pe 12 septembrie 1991, de Lutz Schmadel și Freimut Börngen.